# BINAC
BINAC (англ. Binary Automatic Computer — двійковий автоматичний комп'ютер) — електронний комп'ютер першого покоління, побудований в США компанією Eckert — Mauchly Computer Corporation і запущений в квітні або серпні 1949 року.
Побудована фізиком Джоном У. Моклі і інженером-електронником Дж. Преспером Екертом (провідні фахівці групи, що побудувала комп'ютер ENIAC в Пенсильванському університеті) на замовлення авіаційної компанії Northrop, ЕОМ була досить компактною (1,5 х 1,2 х 0,3 м), щоб розміститися на борту літака. BINAC міг приймати дані з клавіатури електричної друкарської машинки або з магнітної стрічки. Пристрої введення на магнітній стрічці, що застосовувалися в деяких калькуляторах до створення цифрового комп'ютера, діяли за тим же принципом, що і популярні тоді магнітофони: тонка пластмасова стрічка покривалася шаром спеціального магнітного матеріалу, на якому інформація записувалася методом магнітної індукції — наведення магнітного поля електричними сигналами. Як і в звичайному магнітофоні, магнітну стрічку комп'ютера можна було багаторазово стирати і знову використати для запису інформації.
З ряду причин BINAC так і не вступив по-справжньому в експлуатацію, проте Моклі і Екерт вже почали працювати над ще більш досконалою машиною — UNIVAC I. Створення цієї системи було завершено в 1951 р, а її виробництво і продаж взяла на себе фірма Remington Rand — до цього один з найбільших виробників табуляторов на перфокартах, — яка поглинула фірму Мокли і Екерта, що потрапила у важке фінансове становище.

## Архітектура і команди
BINAC працював із 31-бітними словами. Це числа із фіксованою точкою у діапазоні [0;1) із мантісою 30 біт, і 1 бітом на знак числа.
Компьютер мав 2 регістра A та L які оперують 31-бітовими значеннями.